# Timonius valetonii
Timonius valetonii är en måreväxtart som beskrevs av Adolph Daniel Edward Elmer. Timonius valetonii ingår i släktet Timonius och familjen måreväxter. Inga underarter finns listade i Catalogue of Life.